# TNT-Fortuna Combined Events Meeting 2015
TNT-Fortuna Combined Events Meeting 2015 – 9. edycja mityngu lekkoatletycznego w konkurencjach wielobojowych rozegrany 12 i 13 czerwca na stadionie Sletiště w czeskim Kladnie. Zawody były kolejną odsłoną cyklu IAAF World Combined Events Challenge w sezonie 2015.

## Rezultaty
| Konkurencja:           | 1. miejsce      | Rezultat     | 2. miejsce       | Rezultat  | 3. miejsce        | Rezultat     |
| Dziesięciobój mężczyzn | Marek Lukáš     | 7892 pkt. PB | Martin Roe       | 7842 pkt. | Romain Martin     | 7825 pkt. PB |
| Siedmiobój kobiet      | Hanna Kasjanowa | 6277 pkt.    | Eliška Klučinová | 6148 pkt. | Karolina Tymińska | 6048 pkt.    |